# Bumballoon
Bumballoon is een attractie in het Belgische attractiepark Plopsaland Belgium en opende op 8 juli 2023 tijdens de Nacht van de Abonnees. Deze attractie ligt in het themagebied Circus Bumba. De attractie draait om de populaire tv-clown Bumba.
Bezoekers nemen plaats in een van de ballonnen. Ze sluiten vervolgens hun veiligheidsgordel en sluiten het poortje. De ballonnen zijn zo ontworpen dat volwassenen of bezoekers groter dan 1 meter 20 geschrankt moeten plaatsnemen in de ballon. Dit omdat je anders met je benen tegen elkaar aanzit.
Deze attractie is van het type Samba Tower van de Italiaanse fabrikant Zamperla. Het is mogelijk om de rit zelf spannender te maken door middel van het 'stuur' in het midden van de ballon. Je kunt hieraan draaien zoals bij een traditionele theekop attractie. De ballonnen gaan tijdens de rit in de lucht tot ze bovenaan komen. Op het einde van de rit komen ze geleidelijk aan terug naar beneden.

## Trivia
- Op de vroegste plannen van Circus Bumba is er geen sprake van een Samba Tower, maar van een Samba Balloon van dezelfde bouwer. Het concept is gelijkaardig, in plaats van de toren is er een kleinere paal die licht kantelt, vergelijkbaar met het systeem van de Balloon Race.[1]

Afbeeldingen